# أيمن حفني
أيمن حفني، لاعب كرة قدم مصري دولي من مواليد 31 ديسمبر 1985 بالبدرشين في الجيزة، يلعب في مركز صانع العاب، لاعب نادي الزمالك الحالي، يعد من أمهر لاعبي مصر ويلقب بـ(الحاوي).

## المسيرة الاحترافية
بدأ مشواره مع الكرة في نادى البدرشين وتنقل بين عدد من أندية الدرجة الثانية والثالثة، حتى انتقل للعب في نادى وادى دجلة لمدة 6 أشهر، بعدها بدأ رحلته مع الشهرة والنجومية وذلك بعد انتقاله لنادي مصر للمقاصة ليشهد أول ظهور له في الدوري الممتاز ثم انتقل إلى فريق طلائع الجيش وأعير لاحقاً الي نادي أهلي طرابلس الليبي وانضم لنادي الزمالك عام 2014 بعد عودتة من الإعارة محققاً عدة بطولات مع الفريق، انتقل عام 2019 لنادي مصر للمقاصة لكنه لم يشارك بسبب تأخر القيد، ومع مطلع العام 2020 انتقل إلى نادي المقاولون العرب خلال فترة الانتقالات الشتوية.

## المسيرة الدولية
خاض 4 مباريات مع منتخب مصر، كانت أول مباراة في تصفيات أمم أفريقيا 2015 ضد منتخب بوتسوانا في 15 أكتوبر 2014.

## بطولات
نادى الزمالك
- الدوري المصري الممتاز (3): 14-2015، 2020–21، 2021-22
- كأس مصر: (5) 2015، 2016، 2018،  2019 2021
- كأس السوبر المصري: 2016
- كأس الكونفيدرالية الأفريقية: 2018–19
- كأس السوبر المصري السعودي: 2018

## روابط خارجية
- أيمن حفني على موقع قاعدة بيانات كرة القدم.إي يو (الإنجليزية)